# Yannick Dillen

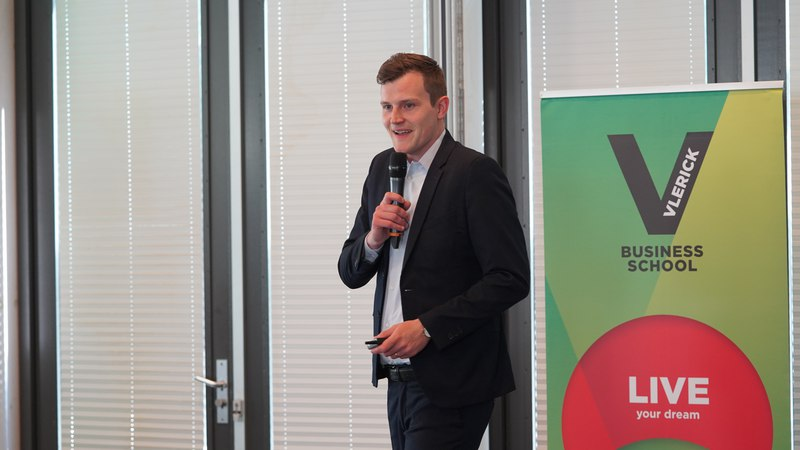
Yannick Dillen - Vlerick Business School

Yannick Dillen is een Belgische professor en auteur, gespecialiseerd in ondernemerschap. Hij is verbonden aan de Vlerick Business School, waar hij sinds 2015 actief is en sinds 2022 als professor ondernemerschap. Dillen staat bekend om zijn werk rond ondernemersgroei, KMO's en familiebedrijven.

## Biografie
Yannick Dillen studeerde economie en bedrijfskunde aan de Universiteit Antwerpen waar hij in 2014 zijn doctoraat behaalde in samenwerking met de Kamer van Koophandel Antwerpen (cofinanciering door het Vlaio Baekelandmandaat). Hij is regelmatig te zien in de media als expert in ondernemerschap.

## Werk en impact
Dillen richt zich in zijn onderwijs en onderzoek op thema’s zoals groeidynamieken in KMO’s, de rol van oprichters versus managers in scale-ups, en het concept van startup-studio’s als hefboom voor succesvolle ventures. Hij doceert aan verschillende programma’s binnen Vlerick, waaronder de Master in Innovation & Entrepreneurship (MIE). Hij is directeur van het Impulscentrum 'Groeimanagement voor Middelgrote Ondernemingen' (iGMO). Daarnaast is hij gastprofessor aan de Universiteit Gent, Universiteit Hasselt, Université de Namur en Universiteit van Peking.
Naast zijn academische rol is Yannick Dillen ook bestuurder bij diverse bedrijven zoals The French Kiss Club, Theo Eyewear, GDW Security, Belfine, TCO Fleet, Marple, Ellie.Connect, Greenway Foods. Hij is mede-oprichter van Accounton en Lawren.io, beiden overgenomen door Visma in januari 2025.
Volgens Yannick Dillen is de ingeperkte regeling in het recente politieke akkoord over de meerwaardebelasting voor wie een belang heeft in een onderneming, nefast voor heel veel familiebedrijven.
Daarnaast is hij bestuurder van voetbalclub ASV Geel.

## Publicaties
In 2024 bracht Dillen het boek Groeien als ondernemer uit, waarin hij praktische inzichten deelt over de groeipijnen en groeikansen van ondernemers. Het boek werd gepromoot als een toegankelijk en inspirerend werk voor zowel beginnende als ervaren ondernemers.